# سولا فوسودو
سولا فوسودو (مواليد 1958) هو كاتب مسرحي، باحث، ناقد، ممثل ومخرج سينمائي نيجيري. 

## مشواره الفني
سولا ينحدر من ولاية لاغوس بنيجيريا. تدرب ككاتب مسرحي في «جامعة أوبيفيمي أوولوو» و«جامعة إبادان» حيث حصل على درجة الماجستير في الفن والدراما. قام بعرض وإخراج العديد من الأفلام النيجيرية. وهو رئيس قسم فنون المسرح بجامعة ولاية لاغوس ومدير المعلومات بالجامعة.